# Ágoston Ambrózy
Ágoston Ambrózy (n. 20 noiembrie 1914, Sátoraljaújhely-d.11 noiembrie 1968, Budapesta) a fost un scriitor, poet și romancier maghiar.